# هووكس وارنر
هووكس وارنر (بالإنجليزية: Hooks Warner)‏ هو لاعب كرة قاعدة أمريكي، ولد في 22 مايو 1894 في ديل ريو في الولايات المتحدة، وتوفي في 19 فبراير 1947 في سان فرانسيسكو في الولايات المتحدة.